# Saraipali
Saraipali es una localidad de la India situada en el distrito de Mahasamund, estado de Chhattisgarh. Según el censo de 2011, tiene una población de 20 043 habitantes.